# آل القبسة (الطفة)

تعديل مصدري - تعديل

آل القبسة هي إحدى قرى عزلة الظفرين بمديرية الطفة التابعة لمحافظة البيضاء، بلغ تعداد سكانها 82 نسمة حسب تعداد اليمن لعام 2004.